# 필수 지방산
필수 지방산(必需脂肪酸)이란 신체를 구성하는 데 필요하나 체내에서 합성되지 않는 지방산을 말하며, 리놀레산, 알파-리놀렌산, 도코사헥사엔산이 이에 해당한다. 
필수 지방산은 해바리기씨유, 포도씨유, 참기름, 견과류, 등푸른 생선 등에서 섭취 가능하다.
필수 지방산을 외부에서 공급받지 못하면 몸 안에서 필수 지방산결핍증을 야기하며 발육 부진 탈모, 면역계와 신경계의 기능저하 등의 장애, 질환을 일으킨다.

## 같이 보기
- 에이코사노이드
- 필수 아미노산
- 지방산 대사
- 지방산 생성효소
- 오메가-3 지방산
- 오메가-6 지방산